# Hans Tröger
Le titre de cet article contient le caractère ö. Là où il n'est pas disponible ou n'est pas souhaité, le nom peut être représenté comme Hans Troeger.
Hans Tröger , (29 août 1896 à Plauen – 21 janvier 1982 à Schwangau) est un Generalleutnant qui a servi durant la Seconde Guerre mondiale dans la Wehrmacht au sein de la Herr comme commandant de plusieurs divisions de panzer (blindés)..
Il a été récipiendaire de la Croix de chevalier de la Croix de fer.

## Biographie
Hans Tröger s'engage dans l'armée début mai 1915 en tant que porte-drapeau et sert comme officier pendant la Première Guerre mondiale. Le 30 mai 1916, il est promu lieutenant au sein du 9e bataillon du génie (brevet du 10 mai 1915).
Hans Tröger reçoit le 4 mai 1944 la croix de chevalier de la Croix de fer en tant que Generalmajor et commandant de la 17e division de Panzer.
Il est capturé par les troupes bulgares en septembre 1944. Il est ensuite remis à l'Union soviétique et restera en captivité jusqu'en 1955.

## Décorations
- Croix de fer 1914
  - 2e Classe
  - 1re Classe
- Croix d'honneur
- Croix de fer 1939
  - 2e Classe
  - 1re Classe
- Médaille du Front de l'Est
- Croix allemande en Or (15 novembre 1941)
- Croix de chevalier de la Croix de fer (4 mai 1944)